# 林意箴
林意箴（Diane Lin，1990年9月16日—），台灣女演員。畢業於桃園市立南崁高級中等學校、輔仁大學義大利語文學系，2015年甄選入由王小棣等八位導演共同創辦的「Q Place表演教室」戲劇課程訓練，以第二期學員身分結業。
2016年參與《植劇場》系列的演出，在愛情成長系列列《荼蘼》中飾演任性、自私且有公主病湯有珊角色讓觀眾印象深刻，而嶄露頭角，接者2017年在原著改編系列《花甲男孩轉大人》中飾演為愛叛逆刺青女鄭花慧角色而順利打開知名度。2018年參與《艾蜜麗的五件事》戲劇的演出，並在劇中戴芊惠角色。
2019年以電視電影《海吉拉》入圍第54屆金鐘獎『迷你劇集／電視電影女配角獎』。2022年參與衛視中文台原創電視劇《我和我的鋼四壁》中擔綱女主角，並在劇裡飾演楊楚君角色。2024年參與電視劇《小菁與言言》中擔綱女主角，並在劇裡飾演張心言角色，並參與撰寫該劇劇本工作。

## 影視作品

### 電視劇/網路劇
| 首播           | 播出頻道                     | 劇名                   | 角色         | 性質   | 導演                           | 重要記事 |
| 2016年8月19日  | 台視 八大電視台 公視         | 植劇場－戀愛沙塵暴     | 婉萍         | 客串   | 北村豐晴                       |          |
| 2016年10月7日  | 台視 八大電視台 公視         | 植劇場－荼蘼           | 湯有珊       | 女配角 | 王小棣、黃天仁                 |          |
| 2017年4月14日  | 台視 八大電視台 公視         | 植劇場－夢裡的一千道牆 | Diane        | 客串   | 王小棣                         |          |
| 2017年5月26日  | 台視 八大電視台 公視         | 植劇場－花甲男孩轉大人 | 鄭花慧       | 女配角 | 瞿友寧、李青蓉                 |          |
| 2017年7月14日  | 台視 八大電視台 公視         | 植劇場－五味八珍的歲月 | 歐媛琪的朋友 | 客串   | 徐輔軍                         |          |
| 2018年9月30日  | 公視                         | 20之後                 | 挺同人士     | 客串   | 王小棣                         |          |
| 2018年11月24日 | 台視 LINE TV                 | 艾蜜麗的五件事         | 戴芊惠       | 女配角 | 張晉榮、彭兆鴻                 |          |
| 2019年4月24日  | 台視 東森綜合台              | 如果愛，重來           | 店長         | 客串   | 林子平                         |          |
| 2019年4月16日  | LINE TV                      | HIStory3-圈套          | 左紅葉       | 女配角 | 李青蓉                         |          |
| 2019年7月19日  | LINE TV 八大綜合台           | 靈異街11號             | 廖宜欣       | 女配角 | 洪子鵬                         |          |
| 2020年4月4日   | 公視                         | 妖怪人間               | 林雨真       | 女配角 | 馬毓廷                         |          |
| 2020年4月30日  | Netflix                      | 誰是被害者             | 周羽軒       | 女配角 | 莊絢維、陳冠仲                 |          |
| 2021年7月28日  | AMM                          | 20年的約定             | 徐蔓蔓       | 女配角 | 林大崴、黃偉烈                 |          |
| 2022年2月28日  | 衛視中文台                   | 我和我的鋼四壁         | 楊楚君       | 女主角 | 丁仰國、姜秉辰、周俊倫、卓群超 |          |
| 2022年9月10日  | 公視 MyVideo 台視            | 茁劇場－走過愛的蠻荒   | 芸軒         | 客串   | 王明台                         |          |
| 2022年10月1日  | 公視 MyVideo 台視            | 茁劇場－誰說媽媽像月亮 | 李珮宜       | 主演   | 王小棣                         |          |
| 2023年7月8日   | 公視 三立都會台              | 地獄里長               | 陳嘉玲       | 女配角 | 瞿友寧、洪子烜、李青蓉         |          |
| 2024年1月17日  | CATCHPLAY+ 愛奇藝 八大戲劇台 | 茁劇場－非殺人小說     | 劉淨         | 女配角 | 柯貞年                         |          |
| 2024年4月8日   | Youtube                      | 小菁與言言             | 張心言       | 女主角 | 安哲毅、曾培善、練健輝         |          |
| 2024年8月10日  | CATCHPLAY+                   | 都市懼集-日租套房      | Jessica      | 女主角 | 李俊宏、黃丹琪、陳保中         |          |
| 2024年9月7日   | 公視 八大戲劇台              | 人生清理員             | 耀斌妹妹     | 女配角 | 陳大璞                         |          |
| 2024年11月7日  | Netflix                      | 影后                   | 大合照的藝人 | 客串   | 嚴藝文                         |          |

### 電影
| 首映          | 片名           | 角色   | 性質   | 導演           | 重要記事                     |
| 2017年10月1日 | 時光           | 上司   | 客串   | 蔡牧民         |                              |
| 2018年2月9日  | 花甲大人轉男孩 | 鄭花慧 | 女配角 | 瞿友寧、李青蓉 | 本片為林意箴首部正式參演電影 |
| 2023年1月1日  | 宇宙記憶       | Olivia | 女配角 | 蔡牧民         |                              |

### 電視電影
| 首映          | 片名                | 角色   | 性質   | 導演   | 重要記事                                                       |
| 2018年6月10日 | 海吉拉              | 何希真 | 女配角 | 蔡宓潔 | 緯來電影台自製電影，入圍第54屆金鐘獎迷你劇集／電視電影女配角獎 |
| 2019年2月8日  | 魚躍龍門            | 林宣容 | 女主角 | 洪子鵬 | 緯來電影台自製電影                                             |
| 2019年4月21日 | 老鼠捧茶請人客      | 怡玲   | 客串   | 林博生 | 民視改編電影                                                   |
| 2019年6月30日 | 鏡文學驚悚劇場 ─ 虎 | 梁芸卉 | 女主角 | 陳宏一 | 台北電影節/公視                                                |
| 2019年8月11日 | 離巢                | 曉安   | 女主角 | 陳定寧 | 公視週日迷你電影院                                             |
| 2020年11月1日 | 人生清理員          | 吳恩亞 | 主演   | 陳大璞 | 公視人生劇展                                                   |

### 短片
| 首播           | 片名                                                          | 角色         | 性質 | 導演   | 重要記事 |
| 2016年6月13日  | 植劇場『未來星』系列---林意箴                                 | 林意箴       | 主演 | 不適用 |          |
| 2016年7月14日  | 《台灣孩子演台灣故事》金馬小姐妙曼身影再現                    | 英文金馬小姐 | 主演 | 曾鐵蛋 |          |
| 2016年10月17日 | 《荼蘼之番外篇02》越幫越忙的有珊                              | 湯有珊       | 主演 | 曾鐵蛋 |          |
| 2016年11月4日  | 《荼蘼之番外篇07》女兒的驚喜                                  | 湯有珊       | 主演 | 施岑諺 |          |
| 2016年11月1日  | 荼蘼植日生週記第四集                                          | 林意箴       | 主演 | 不適用 |          |
| 2016年11月14日 | 荼蘼植日生週記第五集                                          | 林意箴       | 主演 | 不適用 |          |
| 2016年11月12日 | 荼蘼植日生週記第六集_大來賓小課堂                             | 林意箴       | 主演 | 吳怡靜 |          |
| 2016年11月30日 | 《姜老師，妳談過戀愛嗎之番外篇04》語辰訪談(與意箴)            | 林意箴       | 主演 | 練健輝 |          |
| 2016年12月10日 | 《姜老師，妳談過戀愛嗎之番外篇07》香慈哥，搞清楚了            | 雅琇         | 主演 | 曾鐵蛋 |          |
| 2016年11月26日 | ⟪姜老師，妳談過戀愛嗎？⟫植日生週記第二集                      | 林意箴       | 客串 | 不適用 |          |
| 2017年1月13日  | 《天黑請閉眼》植日生週記第二集                                | 林意箴       | 客串 | 不適用 |          |
| 2017年3月9日   | 《積木之家之番外篇4》#我的恐怖情人                            | 恐怖情人     | 主演 | 曾鐵蛋 |          |
| 2017年4月7日   | 《積木之家》植日生週記第六集                                  | 林意箴       | 客串 | 不適用 |          |
| 2017年5月6日   | 《夢裡的一千道牆之番外篇７》#抓交替                           | 鬼A          | 主演 | 施岑諺 |          |
| 2017年6月19日  | 《花甲男孩轉大人之番外篇７》#我阿嬤是一姐                     | 鄭花慧       | 主演 | 貓克斯 |          |
| 2017年6月28日  | 《花甲男孩轉大人之番外篇１０》#他們的愛情故事                 | 鄭花慧       | 主演 | 曾鐵蛋 |          |
| 2017年7月1日   | 《花甲男孩轉大人之番外篇１１》#之後                           | 鄭花慧       | 主演 | 貓克斯 |          |
| 2017年7月5日   | 《花甲男孩轉大人之番外篇１２》＃常輝、意箴訪談                | 林意箴       | 主演 | 貓克斯 |          |
| 2017年7月10日  | 《花甲男孩轉大人之番外篇１３》#花甲歌舞《愛情為何這麼不容易》 | 鄭花慧       | 主演 | 練健輝 |          |
| 2017年5月27日  | 《花甲男孩轉大人》植日生週記第一集                            | 林意箴       | 客串 | 不適用 |          |
| 2017年6月10日  | 《花甲男孩轉大人》植日生週記第三集                            | 林意箴       | 客串 | 不適用 |          |
| 2017年6月24日  | 《花甲男孩轉大人》植日生週記第五集                            | 林意箴       | 主演 | 不適用 |          |
| 2017年7月1日   | 《花甲男孩轉大人》植日生週記第六集                            | 林意箴       | 主演 | 不適用 |          |
| 2017年7月8日   | 《花甲男孩轉大人》植日生週記第七集                            | 林意箴       | 主演 | 不適用 |          |
| 2017年8月16日  | 《五味八珍的歲月之番外篇１０》#耀仁訪談                       | 林意箴       | 主演 | 施岑諺 |          |
| 2021年3月29日  | 《便利商店戒斷協會：入會》                                    |              | 主演 | 林祐聖 |          |
| 2022年6月30日  | 《聽/見》                                                     | 小寧         | 主演 | 姜瑞智 |          |

### MV演出
- 2018年：陳零九 - 真心不騙
- 2019年：周興哲 - 至少我還記得
- 2020年：林采欣 - 鯨落 （页面存档备份，存于）、優質過客 （页面存档备份，存于）

## 劇場作品
| 首演          | 劇團   | 劇名         | 角色   | 性質     | 編導   | 重要記事             |
| 2021年9月30日 | 栢優座 | 將進酒食樂章 | 林意箴 | 特別演出 | 許栢昂 | 雲劇場台灣，線上播映 |

## 幕後作品

### 戲劇編劇
| 年份   | 播放頻道 | 劇名       | 導演                   | 工作類型 | 重要記事 |
| 2024年 | Youtube  | 小菁與言言 | 安哲毅、曾培善、練健輝 | 劇本編劇 |          |

## 獎項紀錄
| 年份   | 頒獎典禮     | 獎項                       | 影片       | 角色   | 結果 |
| ------ | ------------ | -------------------------- | ---------- | ------ | ---- |
| 2019年 | 第54屆金鐘獎 | 迷你劇集／電視電影女配角獎 | 《海吉拉》 | 何希真 | 提名 |

## 外部連結
- 林意箴的Facebook專頁
- 林意箴的Instagram帳戶